# بوب شميت (لاعب كرة قاعدة)
بوب شميت (بالإنجليزية: Bob Schmidt)‏ هو لاعب كرة قاعدة أمريكي، ولد في 22 أبريل 1933 في سانت لويس في الولايات المتحدة، وتوفي في 2 مايو 2015 في ديباري في الولايات المتحدة.

## وصلات خارجية
- بوب شميت على موقعبيزبول رفرنس.كوم (الدوري الرئيسي) (الإنجليزية)